# Aiways
Aiways is een Chinese autofabrikant die sinds 2017 bestaat en uitsluitend elektrische auto’s produceert.
Het bedrijf werd in 2017 door Samuel Fu en Gerry Gu opgericht. Het eerste ontwerp was de Aiways U5, een SUV die vanaf 2017 werd ontwikkeld en in 2020 werd gepresenteerd.
De fabriek in Shangrao heeft een productiecapaciteit voor 300.000 auto’s per jaar en heeft een batterijenfabriek, een ontwerpcentrum en een centrum voor onderzoek en ontwikkeling. Het bedrijf heeft een wereldwijd dealernetwerk opgebouwd.

## Autotypes
In november 2018 bracht Aiways zijn eerste type auto op de markt: de U5. Dit was een begin voor het nieuwe automerk. Ondanks enige problemen met de airbag die niet snel genoeg zou oppompen, werd het voertuig positief beoordeeld in tests. In Nederland verkocht het merk er 447 stuks, waarvan de meeste kort na de introductie in november.
In januari 2021 sloot Aiways zich aan bij de CO2-groep van Volkswagen.
In de lente van 2021 introduceerde Aiways de nieuwe U6. Deze auto is net als de vorige elektrisch en heeft een robuust ontwerp. Vanaf het derde kwartaal 2023 werd dit type leverbaar in Nederland.

## Wetenswaardigheden
Slogan van het merk is: Lekker elektrisch! - AIWAYS